# Авијатик C.VI
Авијатик C.VI је немачки извиђачки авион. Авион је први пут полетео 1916. године. То је уствари био авион DFW C.V кога је пројектовао Heinrich Oelerich (Хајних Елерих) за Deutsche Flugzeugwerke а Авиатик га је производио на бази купљене лиценце.

## Технички опис
Труп му је правоугаоног попречног пресека, решеткасте конструкције. Предњи део, у коме је био смештен мотор је био обложен алуминијумским лимом, на коме су се налазили отвори за излазак топлог ваздуха из моторског простора, а остали део трупа је био облепљен платном. Труп овог авиона се истицао чистом аеродинамичном линијом.
Авион је покретао 6-то цилиндрични линијски мотор течношћу хлађен Benz Bz IV снаге 162 kW са двокраком елисом фиксног корака.
Крила су била дрвене конструкције пресвучена импрегнираним платном релативно танког профила. Крилца за управљање авионом су се налазила само на горњим крилима. Крила су између себе била повезана са четири пара паралелних упорница. Затезачи су били од клавирске челичне жице. Оба крила су имала правоугаони облик.
Репне површине Конструкције репних крила и вертикални стабилизатор као и кормило правца и дубине су била направљена од дрвета пресвучена платном.
Стајни трап је био класичан фиксан са осовином, а на репном делу се налазила еластична дрвена дрљача.

## Наоружање
Авион је био наоружан са два митраљеза калибра 7,9 мм, и авио бомби до укупне масе 100 kg. 
| Наоружање авиона: Авијатик C.VI |                             |
| Ватрено (стрељачко) наоружање   |                             |
| Топ                             |                             |
| Митраљез                        |                             |
| Број и ознака митраљеза         | 2 х Шварцлозе (Schwarzlose) |
| Калибар                         | 8                           |
| Бомбардерско наоружање (бомбе)  |                             |
| Укупна маса                     | 100                         |
| Ракетно наоружање (ракете)      |                             |

## Оперативно коришћење
Овај авион се производио у четири фирме: DFW, Aviatik, LVG и Halberstadt. Укупно је произведено преко 3000 примерака. Користио се у току Првог светског рата на свим ратиштима а и непосредно после њега.

## Земље које су користиле авион
- Немачко царство
- Аустроугарска
- Краљевина Бугарска
- Пољска
- Естонија
- Литванија
- Летонија
- Финска
- Украјина